# Liste des films colombiens sortis dans les années 1960
Cette liste répertorie les longs-métrages du cinéma colombien concernant la fiction, l'animation et les documentaires sortis dans les années 1960.
| Type         | Titre original                                                            | Titre français | Réalisateur                                 | Année |
| ------------ | ------------------------------------------------------------------------- | -------------- | ------------------------------------------- | ----- |
| Fiction      | Antioquia crisol de libertad                                              | -              | Alejandro Kerk                              | 1960  |
| Documentaire | Luz en la selva                                                           | -              | Enock Roldán Restrepo                       | 1960  |
| Fiction      | Chambú                                                                    | -              | Alejandro Kerk                              | 1961  |
| Fiction      | El hijo de la choza                                                       | -              | Enock Roldán Restrepo                       | 1961  |
| Fiction      | Entre risas y máscaras                                                    | -              | Humberto Wilches, Enrique Gutiérrez y Simón | 1961  |
| Fiction      | Farándula                                                                 | -              | Carlos Pinzón                               | 1961  |
| Fiction      | Mares de pasión                                                           | -              | Manuel de la Pedrosa                        | 1961  |
| Fiction      | Una mujer de cuatro en conducta                                           | -              | Carlos Cañola Tobón                         | 1961  |
| Fiction      | Contrabando de pasiones                                                   | -              | José De Caparrós                            | 1962  |
| Fiction      | El hermano Caín                                                           | -              | Mario López                                 | 1962  |
| Fiction      | San Andrés, isla de ensueño                                               | -              | Alejandro Kerk                              | 1962  |
| Fiction      | Raíces de piedra                                                          | -              | Jose María Arzuaga                          | 1963  |
| Fiction      | Tres cuentos colombianos : "Tiempo de sequía", "La Sarday" y "El Zorrero" | -              | Julio Luzardo, Alberto Mejía                | 1963  |
| Fiction      | Adorada enemiga                                                           | -              | René Cardona Jr.                            | 1964  |
| Fiction      | El río de las tumbas                                                      | -              | Julio Luzardo                               | 1964  |
| Documentaire | El valle de los Arhuacos                                                  | -              | Vidal Antonio Rozo                          | 1964  |
| Fiction      | Las hijas de Elena                                                        | -              | René Cardona Jr.                            | 1964  |
| Fiction      | Semáforo en rojo                                                          | -              | Julián Soler                                | 1964  |
| Fiction      | Y la novia dijo...                                                        | -              | Gaetano Dell'Era                            | 1964  |
| Fiction      | Cada voz lleva su angustia                                                | -              | Julio Bracho                                | 1965  |
| Fiction      | El cráter                                                                 | -              | José Ángel Carbonell                        | 1965  |
| Fiction      | El detective genial                                                       | -              | René Cardona Jr.                            | 1965  |
| Fiction      | El llanto de un pueblo                                                    | -              | Enock Roldán Restrepo                       | 1965  |
| Fiction      | Tierra amarga                                                             | -              | Roberto Ochoa C.                            | 1965  |
| Fiction      | Alborada en Cartagena : el secreto de las esmeraldas                      | -              | Sebastián Almeida                           | 1966  |
| Fiction      | El suicida                                                                | -              | Ángel Arzuaga                               | 1966  |
| Fiction      | María                                                                     | -              | Enrique Grau                                | 1966  |
| Fiction      | Pasado el meridiano                                                       | -              | Jose María Arzuaga                          | 1966  |
| Documentaire | Colombia, paraíso de América                                              | -              | Juan B. Ocampo                              | 1967  |
| Fiction      | Un ángel de la calle                                                      | -              | Zacarías Gómez Urquiza                      | 1967  |
| Fiction      | La víbora                                                                 | -              | Alfonso Gimeno M.                           | 1967  |
| Fiction      | Réquiem por un canalla                                                    | -              | Fernando Orozco                             | 1967  |
| Fiction      | Aquileo venganza                                                          | -              | Ciro Durán                                  | 1968  |
| Fiction      | Bajo la tierra                                                            | -              | Santiago Garcia                             | 1968  |
| Fiction      | Cautivo del más allá                                                      | -              | Rafael Portillo (en)                        | 1968  |
| Fiction      | Negociando el peligro o la muerte escucha                                 | -              | Robert Topart                               | 1968  |